# 紫花佛肚苣苔
紫花佛肚苣苔（学名：Oreocharis elegantissima），为苦苣苔科马铃苣苔属下的一个植物种。